# SN 2008ia
SN 2008ia – supernowa typu Ia odkryta 7 grudnia 2008 roku w galaktyce E125-G06. W momencie odkrycia miała maksymalną jasność 15,10m.